# Гигрограф
Гигро́граф (др.-греч. ὑγρός — влажный и γράφω — пишу) — самопишущий прибор для непрерывной регистрации относительной влажности воздуха.

## Общие сведения
Чувствительным элементом гигрографа служит пучок обезжиренных человеческих волос или специальная органическая плёнка. Эти материалы обладают существенным коэффициентом линейного расширения при изменении влажности. Запись происходит на бумажной ленте, надетой на барабан, который, в свою очередь, вращается часовым механизмом. В зависимости от продолжительности оборота барабана гигрографы делят на суточные и недельные.
Официально изобретателем гигрометра считается Соссюр (Saussure) Opac Бенедикт (1740—1799) — швейцарский естествоиспытатель и физик, первый исследователь геологического строения Альп; совершил восхождение на Монблан (1787); занимался метеорологией, ботаникой. Изобрёл волосной гигрометр, пользуясь которым положил основания гигрометрии. Действие волосного гигрометра основано на свойстве обезжиренного человеческого волоса изменять свою длину при изменении влажности воздуха, что позволяет измерять относительную влажность от 30 до 100 %. Волос натянут на металлическую рамку. Изменение длины волоса передаётся стрелке, перемещающейся вдоль шкалы.

## Применение
Гигрографы используют для автоматического, продолжительного и систематического наблюдения за влажностью окружающего воздуха. То есть на метеорологических станциях, в санитарной практике, при обследовании жилых помещений и т. п.